# Eleccions regionals de Sicília de 1996
Les eleccions regionals per a renovar l'Assemblea Regional de Sicília se celebraren el 16 de juny de 1996. La participació fou del 66,1%.
|                     | total     | %     |                    |
| ------------------- | --------- | ----- | ------------------ |
| Electors            | 4.389.982 |       |                    |
| Votants             | 2.902.967 | 66,13 | (sobre nº elect)   |
| Vots vàlids         | 2.667.582 | 91,89 | (sobre nº votants) |
| Vots no vàlids      | 235.385   | 8,11  | (sobre nº votants) |
| dels quals en blanc |           |       | (sobre nº votants) |

| ← Eleccions regionals de Sicília, 1996 →   |           |       |        |
| Partits                                    | vots      | %     | escons |
| Forza Italia (FI)                          | 456.127   | 17,1% | 17     |
| Alleanza Nazionale (AN)                    | 376.121   | 14,1% | 14     |
| Partit Democràtic d'Esquerra (PDS)         | 353.412   | 13,3% | 12     |
| Centre Cristià Democràtic (CCD)            | 261.831   | 9,8%  | 11     |
| Cristians Democràtics Units (CDU)          | 245.347   | 9,6%  | 7      |
| Partit Popular Italià (PPI)                | 198.393   | 7,4%  | 6      |
| Rifondazione Comunista (DP)                | 115.138   | 4,3%  | 6      |
| Lista Dini                                 | 101.947   | 3,8%  | 3      |
| La Rete                                    | 94.818    | 3,6%  | 3      |
| Partit Socialista-Socialdemocràcia (PS-Sd) | 50.370    | 1,9%  | 3      |
| Noi siciliani-FNS                          | 46.606    | 1,7%  | 1      |
| Moviment Social Fiamma Tricolore (MSFT)    | 31.607    | 1,2%  | 0      |
| Cristiano Sociali                          | 30.276    | 1,1%  | 0      |
| Lista Dini-Liberali-PRI                    | 29.408    | 1,1%  | 1      |
| Federació dels Verds                       | 26.079    | 1,0%  | 0      |
| Lista Riforme e libertà                    | 23.967    | 0,9%  | 1      |
| Lista Spiga                                | 21.966    | 0,8%  | 1      |
| Alleanza Democratica                       | 17.608    | 0,7%  | 1      |
| La Rete-Verdi                              | 16.347    | 0,6%  | 1      |
| Llista Dini-PPI                            | 16.119    | 0,6%  | 0      |
| PRC-Verdi                                  | 14.017    | 0,5%  | 0      |
| Riformisti                                 | 13.332    | 0,5%  | 1      |
| Liberals-PRI                               | 10.405    | 0,4%  | 0      |
| Comunists Unitaris                         | 6.070     | 0,2%  | 0      |
| Socialdemocrazia                           | 5.833     | 0,2%  | 0      |
| altres                                     | 104.438   | 4,0%  | 1      |
| Total                                      | 2.667.582 | 100%  | 90     |

Fonts: Ministeri del l'Interior, ISTAT i Assemblea Regional Siciliana